# 優孟
優孟（？—？），中國春秋時期楚國樂師，長八尺（亦有說為五尺），多辨，常以談笑諷諫。其史見於司馬遷《史記·滑稽列傳》。

## 名称
優孟本名孟，因出身平民，故有名而无姓氏，因古人习以身份职业冠於名前而唤其为优孟。

## 楚莊葬馬
楚莊王有一愛馬，莊王嘗為其穿華美錦繡，住雕樑畫棟，以無帷之床做臥席，用蜜餞的棗乾餵養。一日，馬因病悴死，莊王要臣子給馬治喪，欲用棺槨盛殮，依照安葬大夫之禮儀安葬之。近臣勸止，以為不可。莊王皆不納。
優孟聞此事，急進朝殿，故作仰天大哭貌，莊王問其因。優孟曰：「馬是大王所珍愛的，憑力量巨大的楚國，有什麼得不到的，卻按照大夫的禮儀安葬牠，太微薄了，請用安葬君主的禮儀安葬牠。」莊王曰：「因何？」優孟對曰：「我請求用雕刻花紋的美玉做內棺，有花紋的梓木做外槨，楩、楓、豫、樟各色上等木材做護棺的題湊，派遣軍士給牠挖掘墓穴，以至年邁體弱的人背土築墳，齊國、趙國的使節在前頭陪祭，韓國、魏國的使節在後面守衛，蓋一座廟宇用牛羊豬祭祀，撥個萬戶的大縣供奉。各國聽到這件事，都知道大王輕視人而重視馬。」
莊王曰：「我竟過失至此！該如何做？」優孟曰：「讓我替大王用對待六畜的辦法來安葬牠。築個土灶做外槨，用口銅鬲當棺材，用姜棗來調味，用木蘭來解腥，用稻米作祭品，用火光作衣裳，把牠安葬在人們的胃腸裡。」莊王稱善，即派人將之交給主管宮中膳食的太官處理。

## 優孟衣冠
楚相孫叔敖死後，其子孫安窮困無依，乃至於無以維生。優孟於是著敖衣冠，仿其神態、動作見楚莊王。莊王大驚，誤為叔敖再世，優孟乃趁機諷諫，遂使孫叔敖之子得封於寢丘，保有富貴。后人以此为成语，比喻假扮他人或登台做戏。

## 優孟歌
為優孟為諫諷楚莊王所作的诗歌，其文載於《史記·滑稽列傳》。
“山居耕田苦，难以得食。起而为吏，身贪鄙者馀财，不顾耻辱。身死家室富，又恐受赇枉法，为奸触大罪，身死而家灭。贪吏安可为也！念为廉吏，奉法守职，竟死不敢为非。廉吏安可为也！楚相孙叔敖持廉至死，方今妻子穷困负薪而食，不足为也！”

## 延伸阅读
[在维基数据编辑]
 《史記/卷126》，出自司馬遷《史記》